# Пухов Георгій Євгенович
Гео́ргій Євге́нович Пу́хов (23 серпня 1916, Сарапул — 3 серпня 1998, Київ) — український науковець у галузі обчислювальної техніки, дійсний член АН УРСР, засновник і перший директор Інституту проблем моделювання в енергетиці НАН України. Заслужений діяч науки УРСР, лауреат Державної премії України в галузі науки і техніки.

## Біографія
Народися 23 серпня 1916 року в місті Сарапулі (нині Удмуртія, РФ). У 1940 році з відзнакою закінчив Томський індустріальний інститут і був зарахований до аспірантури при кафедрі електричних мереж і систем. Навчання в аспірантурі було перерване службою в армії у роки німецько-радянської війни. Після тяжкого поранення у боях під Москвою, у 1942 році повернувся до аспірантури, в 1944 році успішно захистив кандидатську дисертацію та включився до роботи по підготовці інженерних кадрів і вирішенню науково-технічних завдань по відновленню народного господарства.
У 1944—1950 роках викладав у Львівському політехнічному інституті, з 1959 працював в Обчислювальному центрі АН УРСР (тепер Інститут кібернетики імені В. М. Глушкова НАН України). У 1981 очолив новостворений Інститут проблем моделювання в енергетиці АН УРСР (з 2000 року Інститут проблем моделювання в енергетиці імені Г. Є. Пухова).

Могила Георгія Пухова

Основні праці присвячені теорії електричних кіл та електронних аналогових математичних машин. Автор близько 600 наукових праць (в тому числі 29 монографій) і винаходів.
Помер на 82-му році життя в Києві 3 серпня 1998 року. Похований на Байковому кладовищі (ділянка № 49а, 50°24′59.19″ пн. ш. 30°30′5.4″ сх. д. / 50.4164417° пн. ш. 30.501500° сх. д.).

### Родина
Син — Михайло Пухов (1944—1995) — радянський письменник-фантаст, поет, перекладач, редактор часопису «Техника – молодежи», програміст, кандидат фізико-математичних наук.